# Barry Atsma

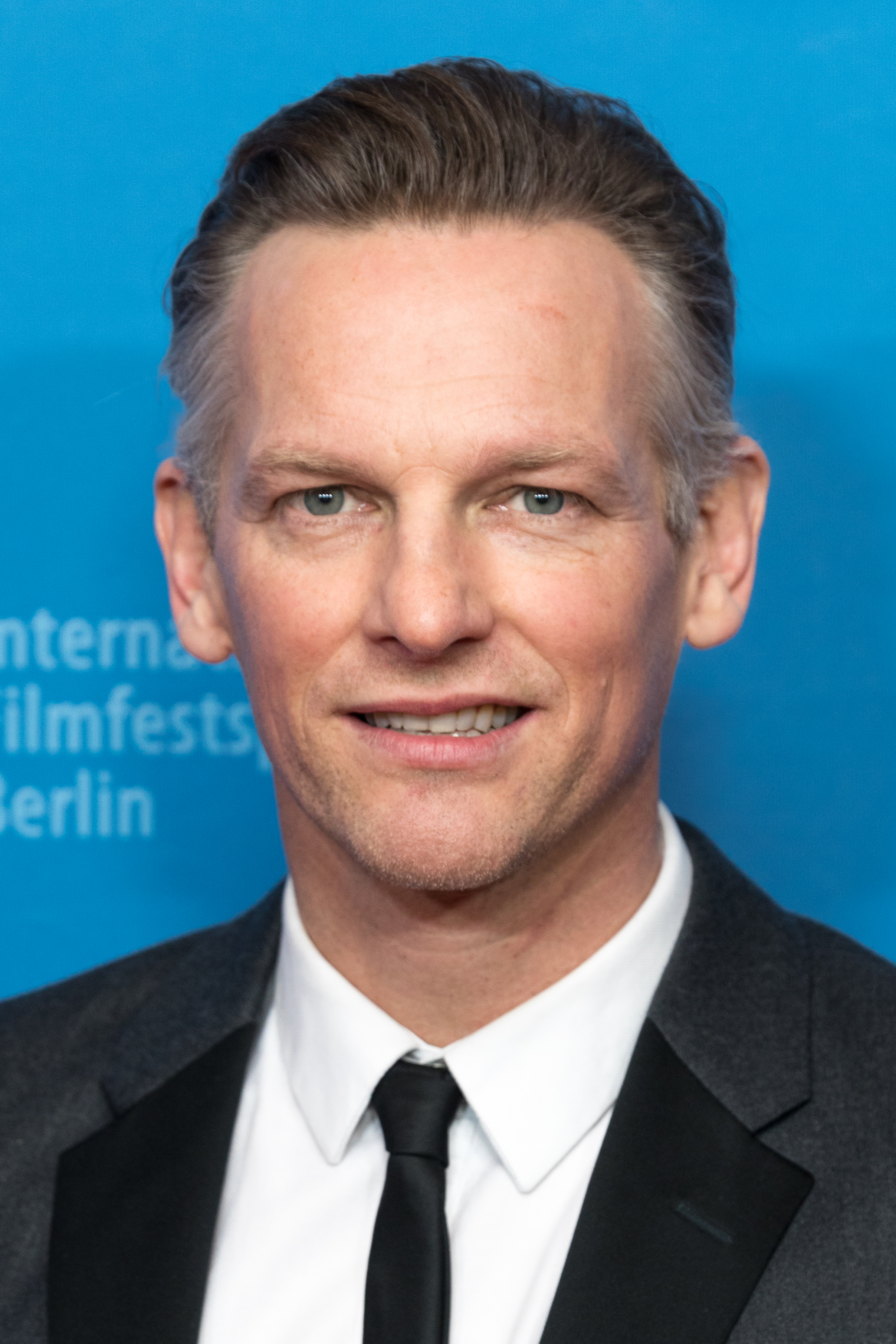
Barry Atsma auf der Berlinale 2018

Barry Atsma (* 29. Dezember 1972 in London Borough of Bromley, England) ist ein niederländischer Schauspieler.

## Biografie
Atsma verbrachte seine Kindheit in England, Griechenland, Brasilien und den Niederlanden. Sein Studium der Rechtswissenschaften brach er zu Gunsten eines Schauspielstudiums an der Hogeschool voor de Kunsten Utrecht ab, das er 1996 beendete. Bereits zuvor hatte er in den beiden Fernsehserien Bureau Kruislaan und Goede tijden, slechte tijden mitgespielt. Einem breiten Publikum wurde er durch seine Hauptrolle in der Fernsehserie Rozengeur & Wodka Lime bekannt. Sein Leinwanddebüt gab er in dem 2003 erschienenen und von Maarten Treurniet inszenierten Filmdrama De passievrucht an der Seite von Carice van Houten, Halina Reijn und Jan Decleir. 2009 spielte Atsma, neben Carice van Houten, die Rolle des Stijn im Filmdrama Love Life – Liebe trifft Leben und 2012 die Hauptrolle im psychologischen Thriller Quiz. Weitere Film- und Fernsehrollen folgten. In Deutschland wurde er vor allem durch seine Rolle in der Serie Bad Banks bekannt. Sein Schaffen umfasst mehr als 60 Produktionen.
Von 1994 bis 2011 lebte Atsma in Partnerschaft mit der Schauspielerin Izaira Kersten. Sie haben zwei gemeinsame Töchter.
Derzeit ist er mit der Schauspielerin Noortje Herlaar verpartnert, mit der er mittlerweile zwei gemeinsame Töchter hat.

## Auszeichnungen
- 2018 Deutscher Schauspielpreis in der Kategorie Schauspieler in einer Hauptrolle für Bad Banks[4]
- 2018 Deutsche Akademie für Fernsehen: Auszeichnung in der Kategorie Schauspieler-Hauptrolle für Bad Banks

## Filmografie (Auswahl)

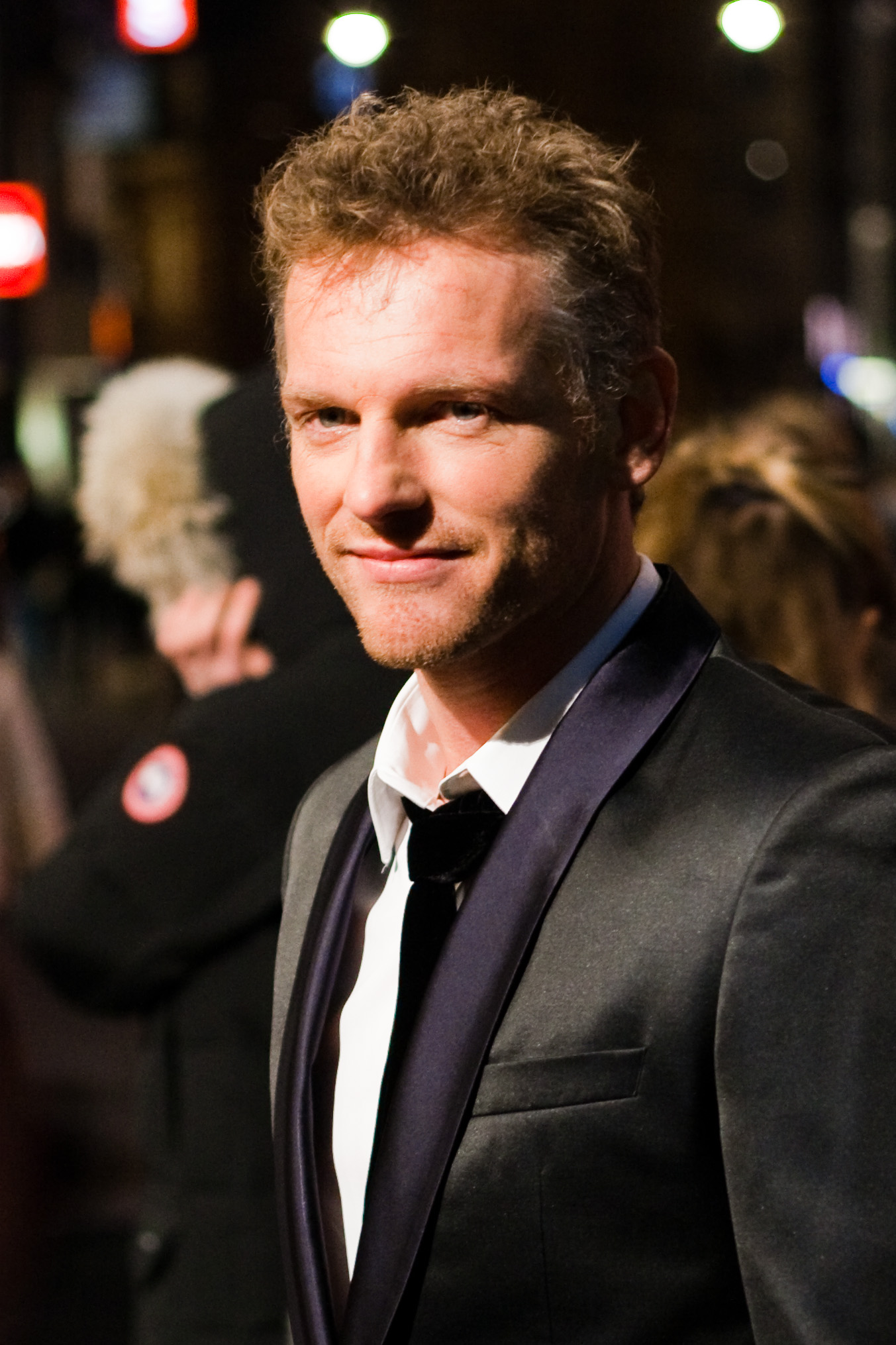
Barry Atsma, 2010

- 1993: Bureau Kruislaan (Fernsehserie, 2 Folgen)
- 1993: Goede tijden, slechte tijden (Fernsehserie, 4 Folgen)
- 2001–2005: Rozengeur & Wodka Lime (Fernsehserie)
- 2003: De passievrucht
- 2005: Lepel
- 2007–2008: Voetbalvrouwen (Fernsehserie)
- 2007: Feine Freundinnen (Gooische vrouwen, Fernsehserie, 3 Folgen)
- 2009: De Storm
- 2009: Love Life – Liebe trifft Leben (Komt een vrouw bij de dokter)
- 2010: Loft
- 2010: Two Eyes Staring – Der Tod ist kein Kinderspiel (Zwart water)
- 2012: Taped
- 2012: Quiz
- 2014: Hectors Reise oder die Suche nach dem Glück (Hector and the Search for Happiness)
- 2014: Göttliche Funken
- 2014: Alles muss raus – Eine Familie rechnet ab (Fernsehzweiteiler)
- 2015: Der Admiral – Kampf um Europa (Michiel de Ruyter)
- 2015: Die getäuschte Frau
- 2016: Knielen op een bed violen
- 2017: Charlotte Link – Die letzte Spur (Fernsehfilm)
- 2017: Die Macht des Bösen (The Man with the Iron Heart)
- 2017: Killer’s Bodyguard (The Hitman’s Bodyguard)
- 2017–2020: Klem (Fernsehserie)
- 2018–2020: Bad Banks (Fernsehserie, 2 Staffeln à 6 Folgen)
- 2018–2022: The Split – Beziehungsstatus ungeklärt (The Split, Fernsehserie, 18 Folgen)
- 2018: Bankier van het Verzet (Der Bankier des Widerstands)
- 2019: Tatort: Das Monster von Kassel
- 2021: Du sollst nicht lügen (Miniserie)
- 2021: Blackout (Fernsehserie)
- 2021: Schlaflos in Portugal (Fernsehfilm)
- 2023: Klem (Film zur Serie)